# Phyladelphus infuscatus
Phyladelphus infuscatus är en tvåvingeart som beskrevs av Becker 1916. Phyladelphus infuscatus ingår i släktet Phyladelphus och familjen fritflugor.
Artens utbredningsområde är Taiwan. Inga underarter finns listade i Catalogue of Life.